# Liste der Stolpersteine in Baiersdorf

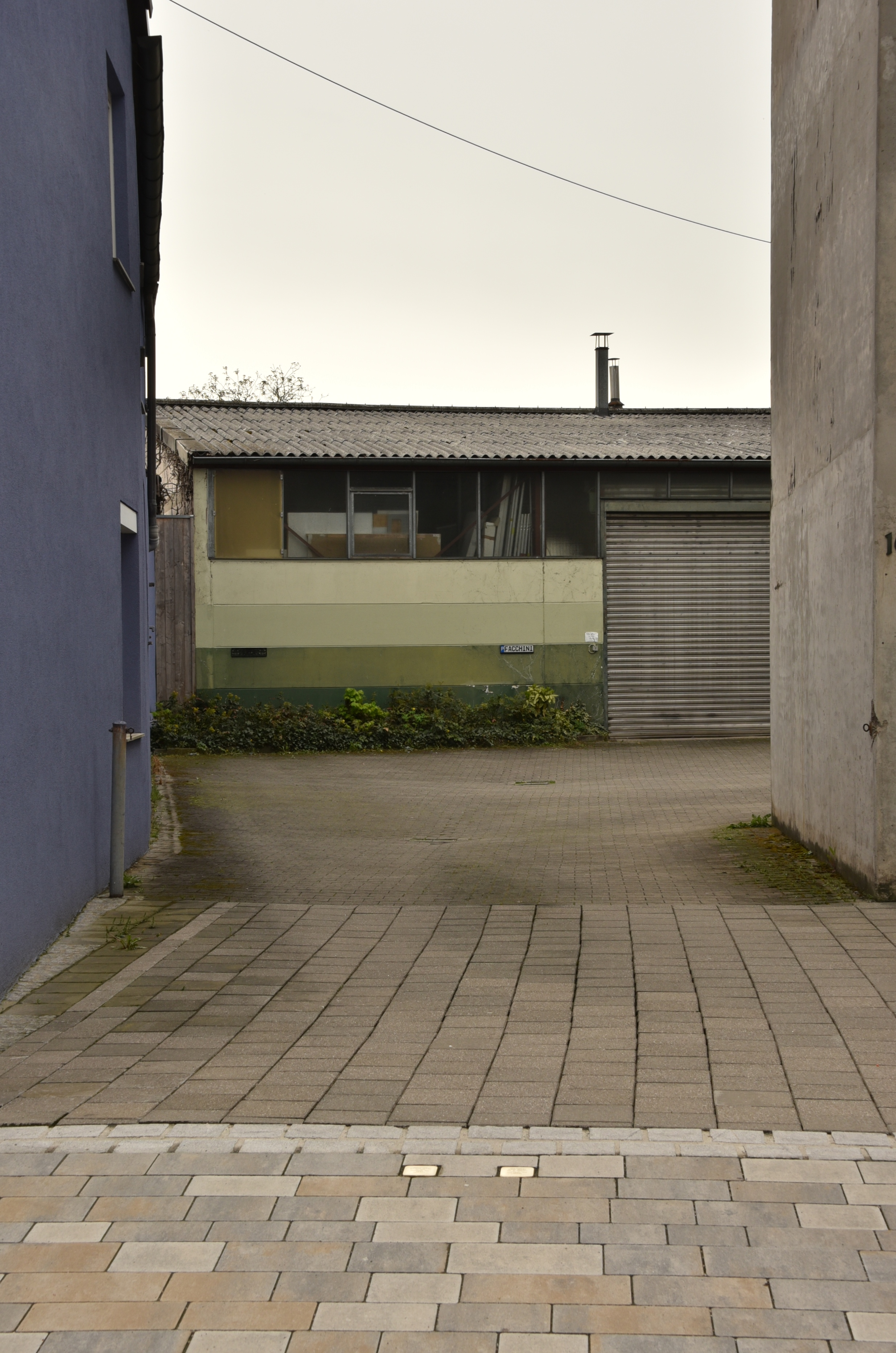
Stolpersteine für das Ehepaar Kohn

Diese Liste der Stolpersteine in Baiersdorf führt die vom Künstler Gunter Demnig verlegten Stolpersteine in Baiersdorf auf. Mit ihnen soll Opfern des Nationalsozialismus gedacht werden, die in Baiersdorf lebten und wirkten.
Die bislang einzige Verlegung von Stolpersteinen in Baiersdorf fand am 24. März 2009 statt. 

## Verlegte Stolpersteine
In Baiersdorf wurden zwei Stolpersteine an einer Anschrift verlegt.
| Stolperstein | Inschrift                                                                       | Verlegeort                                      | Name, Leben |
| ------------ | ------------------------------------------------------------------------------- | ----------------------------------------------- | --- |
|              | HIER WOHNTE LINA KOHN GEB. OFFENBACHER JG. 1888 DEPORTIERT 1942 IZBICA ERMORDET | Hauptstraße 10–12 · (vorm. Hauptstraße 71–73) · | Lina Kohn geb. Offenbacher wurde am 4. Februar 1888 in Fürth geboren. Ihre Eltern waren Julius Juda Offenbacher (1849–1891) und Adelheid geb. Schopflocher (1863–1943). Sie hatte drei Brüder, Samuel (1886), Ignatz (1889) und Hugo (1892). Sie heiratete Ludwig Kohn aus Baiersdorf. Die Hochzeit fand 1919 in der dortigen Synagoge statt und danach zog sie zu ihrem Ehemann. Während der Novemberpogrome 1938 wurde die Synagoge in Brand gesteckt, das Warenlager des Ehemannes geplündert und die gemeinsam Wohnung überfallen und demoliert. Die Kohn wurden nach Erlangen verschleppt und konnten nicht mehr nach Hause zurückkehren. Sie kamen bei Verwandten in der Rosenstraße 13 in Fürth unter, später mussten die Eheleute in ein sogenanntes «Judenhaus» am Bahnhofsplatz 4 übersiedeln. Am 25. März 1942 wurden sie abgeholt und nach Izbica deportiert. Beide wurden vom NS-Regime ermordet. Ihre Mutter und zwei ihrer Brüder wurde ebenfalls vom NS-Regime ermordet, die Mutter im Januar 1943 im Konzentrationslager Theresienstadt, Samuel im März 1942 in Izbica und Ignatz im Oktober 1944 in Auschwitz. |
|              | HIER WOHNTE LUDWIG KOHN JG. 1883 DEPORTIERT 1942 IZBICA ERMORDET                | Hauptstraße 10–12 · (vorm. Hauptstraße 71–73) · | Ludwig Julius Kohn wurde am 27. August 1883 in Baiersdorf geboren, er stammte aus zwei angesehenen und lange eingesessenen Familien. Seine Mutter war Lina geb. Strauß (1857–1937), der Vater, Benjamin Kohn (1850–1918), war Stadtrat, Feuerwehrkommandant, Mitglied des Roten Kreuzes und Vorsitzender der Kultusgemeinde. Ludwig Kohn hatte zwei jüngere Geschwister, Ernst (1884) und Rosa (1891), später verehelichte Frank. Auch er war in der Feuerwehr tätig. Er wurde Kaufmann, betrieb einen Zigarrenladen und heiratete Linda Offenbacher aus Fürth, die Hochzeit fand 1919 in der später zerstörten Synagoge in der Judengasse statt. Während der Novemberpogrome 1938 wurde nicht nur die Synagoge in Brand gesteckt, auch die Juden Baiersdorfs wurden misshandelt und verhaftet. Der nationalsozialistische Mob stürmte, zerstörte und plünderte Wohnung und Warenlager der Kohns auf barbarische Art. Das Ehepaar wurde nach Erlangen verschleppt und konnte nicht mehr in das Heimatdorf zurückkehren. Zuerst lebten sie bei Verwandten in der Rosenstraße 13 in Fürth, später mussten sie in ein sogenanntes «Judenhaus» am Bahnhofsplatz 4 übersiedeln. Am 25. März 1942 wurden sie abgeholt und nach Izbica deportiert. Beide wurden vom NS-Regime ermordet. Seine Geschwister konnten sich in die Emigration retten. Die Schwester starb am 24. November 1958 in Buffalo, New York, der Bruder starb am 22. Februar 1968 in Rochester, New York. |

## Verlegedatum
- 24. März 2009

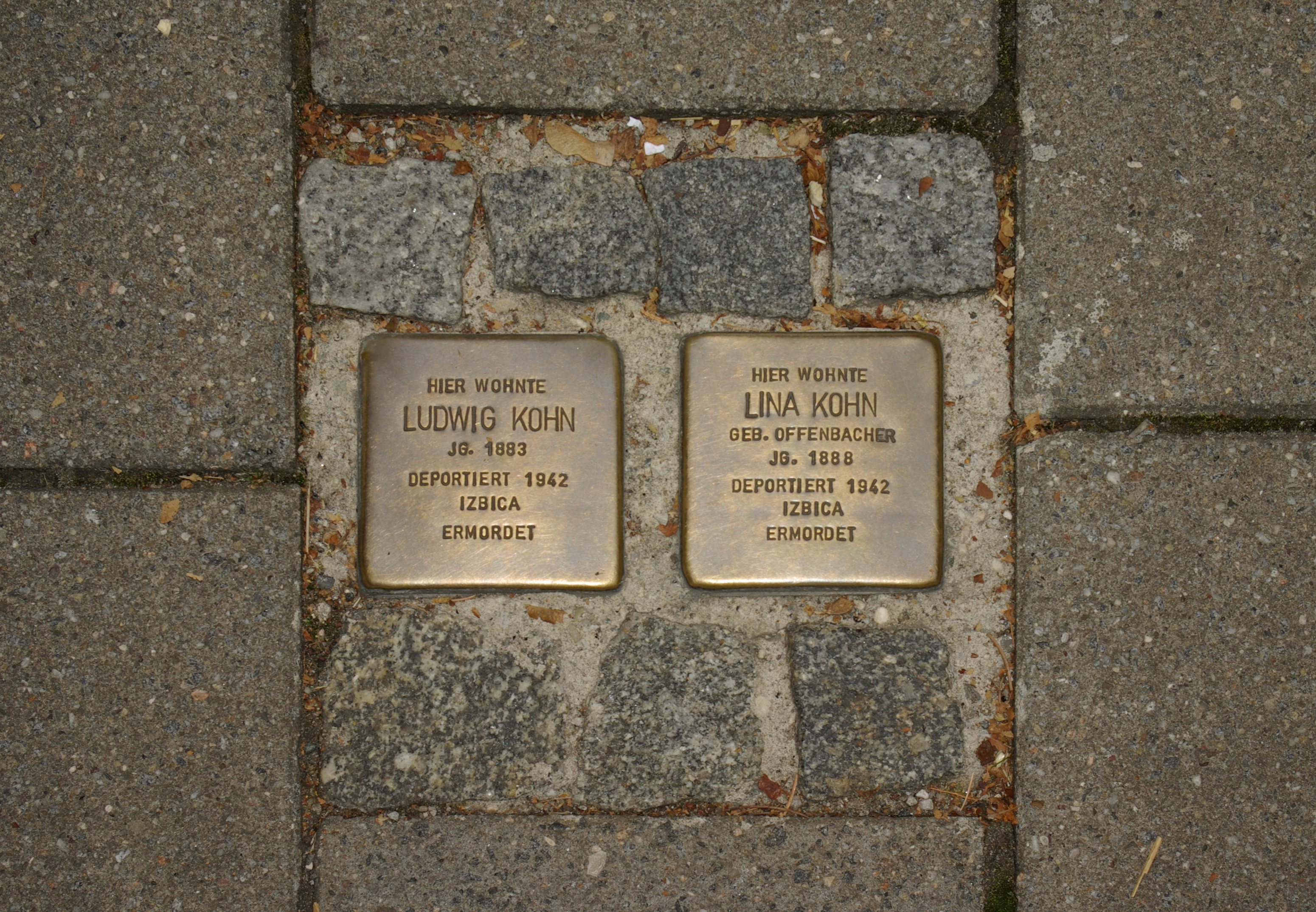
Erstverlegung

Aufgrund der Neugestaltung der Bürgersteige wurden die Stolpersteine Ende der 2010er Jahre temporär entfernt und danach in neuer Anordnung neu verlegt.